# Festival de Ciranda de Manacapuru
O Festival de Ciranda de Manacapuru é uma festa popular brasileira que acontece na cidade de Manacapuru, localizada na Região Metropolitana de Manaus, no estado do Amazonas. O evento é promovido pelas agremiações de ciranda Flor Matizada, Guerreiros Mura e Tradicional, realizado tradicionalmente no último fim de semana de agosto, no Parque do Ingá. É considerado o segundo maior festival folclórico do estado do Amazonas, atraindo cerca de 60 mil turistas todos anos. Os grupos de ciranda apresentam, em geral, temas populares e a história da origem das lendas, com novas músicas e ritmos.

## História
A ideia inicial da ciranda em Manacapuru partiu do professor José Silvestre do Nascimento Souza, que após aceitar uma proposta de criação de um "cordão folclórico" do diretor do Colégio Sólon de Lucena de Manaus para sua escola. Silvestre inicialmente teria tentado ensinar diversas variedades folclóricas aos alunos daquele colégio, sendo que por último ensinou a "Dança da Ciranda" que foi chamada primeiramente de "Ciranda de Tefé".
Então, no começo da década de 1980, orientado pelo próprio Silvestre e a professora Perpétuo, trouxeram a dança brincante para o município de Manacapuru na Escola Estadual Nossa Senhora de Nazaré. Com grandioso sucesso, logo foram formados outros grupos de outras escolas: Escola Estadual José Seffair e Escola Estadual José Mota. Na metade da década de 90 as cirandas deixam de pertencer somente as escolas e passam a ser criadas as agremiações. A primeira foi a Ciranda Flor Matizada (E.E. Nossa Senhora de Nazaré), em seguida a Ciranda Tradicional (E.E. José Seffair) e por último a Ciranda Guerreiros Mura (E.E. José Mota).
O primeiro festival como competição aconteceu em 1997, quando a brincadeira deixou as quadras das escolas para ganhar status de principal manifestação folclórica da cidade. Já no ano de 1998 o festival mudou de endereço e passou a ser realizado na recém construída Arena Parque do Ingá, na gestão do prefeito Ângelus Figueira. Foi a partir deste ano, 1998, que a manifestação tomou proporções maiores e tornou-se parte da cultura, tomando status de manifestação folclórica.
Em 2020, o Governo do Estado do Amazonas adiou para 2021 a realização do 24º Festival de Cirandas de Manacapuru em função da pandemia de COVID-19 no Brasil. A decisão foi anunciada em 11 de setembro de 2020, após reunião do Comitê de Enfrentamento à Covid-19 com a participação dos poderes e representantes de classe.

## Características
A ciranda no Amazonas é baseada na ciranda tradicional pernambucana, que teria chegado ao estado no município de Tefé, sendo inicialmente conhecida na região como "ciranda de Tefé'. As cirandas de Manacapuru não representam cirandas fiéis às origens pernambucanas, trazendo características destas mas se aproximando da cultura de toadas dos Bois de Parintins e outros ritmos populares brasileiros. De acordo com Gustavo Alonso, que foi jurado no festival de 2024, o Festival de Ciranda de Manacapuru "é um festejo cosmopolita, polissêmico e sobretudo pós-moderno" e afirma ainda que não é assertivo procurar em Manacapuru a autêntica ciranda nordestina, uma vez que no Amazonas a ciranda assimilou muito da cultura local e do país inteiro.
Houve a absorção de muitos aspectos culturais regionais e nacionais. Por exemplo, em similaridade a Festival de Parintins, as agremiações levam grandes alegorias para a "arena" que apresentam animais amazônicos, a figura indígena e lendas locais. Artistas de Parintins fizeram parte dessa introdução de grandes alegorias com movimentos. Os destaques também costumam vestir fantasias repletas de penas coloridas, e a indumentária do cantador por vezes lembra a de um levantador de toadas (figura do festival de Parintins). Por conta dessas similaridades, há intercâmbio de artistas de diversas áreas (montagem de alegorias, músicos e etc.), que durante a temporada fazem parte da "temporada bovina" de Parintins e da "temporada de ciranda" de Manacapuru, além de festivais em outras cidades.

## O Local
O Parque do Ingá, conhecido como "Cirandódromo", está sediado na Rodovia Manoel Urbano (AM-70), e conta com capacidade para 15 mil pessoas. Foi projetado em 1997, como parte do Centro Cultural Parque do Ingá, sendo um anfiteatro a céu aberto. A inauguração ocorreu em 2000, ano que o festival foi pela primeira vez transmitido por uma rede televisiva, a Rede Amazônica. A arquibancada foi construída aproveitando o declive natural presente no terreno, sendo que no topo dessa estrutura estão os banheiros e os bares, a nível da rua de acesso.
Para 2024 foi apresentado um projeto de ampliação e modernização do recinto, que passaria a capacidade de até 20 mil expectadores, passando a ter camarotes e cabines para os jurados..

## Os itens
As três associações se apresentam uma em cada dia, com apresentação obrigatoriamente devendo durar entre 2 e 2 horas e meia. Seis jurados são designados para pontuar os itens avaliados. Os itens são de cunho musical, artístico e de tema livre:
- Bloco musical: Tocada da Ciranda e Cirandada Letra e Música (2 itens)
- Bloco artístico: Cantador de Cirandadas, Apresentador, Porta-cores, Cirandeira bela e Princesa Cirandeira (itens individuais); Cordão de cirandeiros e Cordão de entrada (itens coletivos) - (7 itens)
- Bloco de Tema Livre: Alegoria, Fantasias de destaques, Harmonia, Criatividade, Originalidade e Tema e desenvolvimento (5 itens).

Há itens que não contam pontos mas que causam punição em caso de não serem apresentados na arena, sendo estes o Seu Manelinho, Mãe Benta, Cupido, Galo Bonito, Constância e o pássaro Carão

## Transmissão
O Festival de Ciranda de Manacapuru é transmitido ao vivo pela televisão desde o ano 2000 para todo o estado do Amazonas e mundo através da internet. A primeira emissora de TV a transmitir foi a Rede Amazônica pelo canal Amazon Sat do ano 2000 até 2011. A segunda emissora de TV a transmitir foi Rede Calderaro de Comunicação pela Inova TV Afiliada a Rede TV! do ano 2013 até 2020. Atualmente quem tem os direitos de transmissão desde 2021 é a TV A Crítica, emissora independente da Rede Calderaro Comunicação.
| Período       | Emissora     |
| ------------- | ------------ |
| 2000–2011     | Amazon Sat   |
| 2013–2020     | Inova TV     |
| 2021–presente | TV A Crítica |

## Lista de campeãs
| Ano  | Campeã                                                      | Tema                                                                              |
| ---- | ----------------------------------------------------------- | --------------------------------------------------------------------------------- |
| 1997 | Flor Matizada                                               | Lendas e Mistérios de um Povo                                                     |
| 1998 | Flor Matizada                                               | Amazonas, Turismo que Encanta                                                     |
| 1999 | Guerreiros Mura                                             | Gênesis: A Criação Do Mundo                                                       |
| 2000 | Guerreiros Mura                                             | Ciranda de Lendas, Encantos e Magias                                              |
| 2001 | Tradicional                                                 | Nas Águas Encantadas do Piranha                                                   |
| 2002 | Flor Matizada                                               | Uma Expressão Cabocla                                                             |
| 2003 | Guerreiros Mura                                             | Bem-vindos à Manacapuru: Conheçam a Princesinha do Solimões                       |
| 2004 | Guerreiros Mura                                             | Amazonas: Um Reino que Encanta e Clama pela Preservação                           |
| 2005 | Guerreiros Mura                                             | Amazonas: Histórias e Lendas de um Povo Guerreiro                                 |
| 2006 | Flor Matizada                                               | Hévea Brasilienses: Um Conto Amazônico                                            |
| 2007 | Guerreiros Mura                                             | Apocalipse: Os Guerreiros Mura e a Divina Revelação                               |
| 2008 | Guerreiros Mura                                             | Hiléia Amazônica: Lendas e Causos Caboclos                                        |
| 2009 | Tradicional                                                 | Terra Preta: a Mãe Terra de Alma Índigena dos Caboclos Cirandeiros                |
| 2010 | Flor Matizada                                               | Flor Matizada no Festival: Um Aquecimento Global                                  |
| 2010 | Guerreiros Mura                                             | Manaus Deusa Mãe, Rainha do Amazonas                                              |
| 2010 | Tradicional                                                 | Manacapuru: Uma Saga Cabocla Cirandeira Tradicional                               |
| 2011 | Guerreiros Mura                                             | Moisés: O Guerreiro da Liberdade, uma História de Fé                              |
| 2012 | Flor Matizada                                               | O Elo do rio Negro e os Encantos de um Novo Eldorado                              |
| 2013 | Guerreiros Mura                                             | A Fantástica Jornada de um Guerreiro Apaixonado                                   |
| 2014 | Guerreiros Mura                                             | Bravos Índios Mura: Das Lutas à Vitória, a Consagração dos Guerreiros Cirandeiros |
| 2015 | Flor Matizada                                               | Ordem e desordem, a Metáfora da Existência                                        |
| 2016 | Flor Matizada                                               | Raiz, Arte e Paixão do Império da Magia Cirandeira                                |
| 2016 | Guerreiros Mura                                             | Somos Luta, Somos Glória, Guerreiros Mura uma História de Vitórias                |
| 2016 | Tradicional                                                 | Amazônia Colossal de um Povo de Fé, Bravo e Tradicional                           |
| 2017 | Flor Matizada                                               | Luz                                                                               |
| 2018 | Flor Matizada                                               | Poranduba                                                                         |
| 2019 | Tradicional                                                 | Alado                                                                             |
| 2020 | Realizado sem a presença de público e sem disputa de título | Realizado sem a presença de público e sem disputa de título                       |
| 2021 | Realizado sem a presença de público e sem disputa de título | Realizado sem a presença de público e sem disputa de título                       |
| 2022 | Por conta de incidentes, não foi indicada a campeã oficial  | Por conta de incidentes, não foi indicada a campeã oficial                        |
| 2023 | Tradicional                                                 | Eldorado Encantado                                                                |
| 2024 | Guerreiros Mura                                             | Sob o Véu de Iacy                                                                 |

## Títulos por Ciranda
| Total\| | Agremiação      | Anos                                                                          |
| 13      | Guerreiros Mura | 1999, 2000, 2003, 2004, 2005, 2007, 2008, 2010, 2011, 2013, 2014, 2016 e 2024 |
| 10      | Flor Matizada   | 1997, 1998, 2002, 2006, 2010, 2012, 2015, 2016, 2017 e 2018                   |
| 6       | Tradicional     | 2001, 2009, 2010, 2016, 2019 e 2023                                           |

Em 2010 e 2016 as três agremiações foram declaradas campeãs.